# Joseph Mezzara

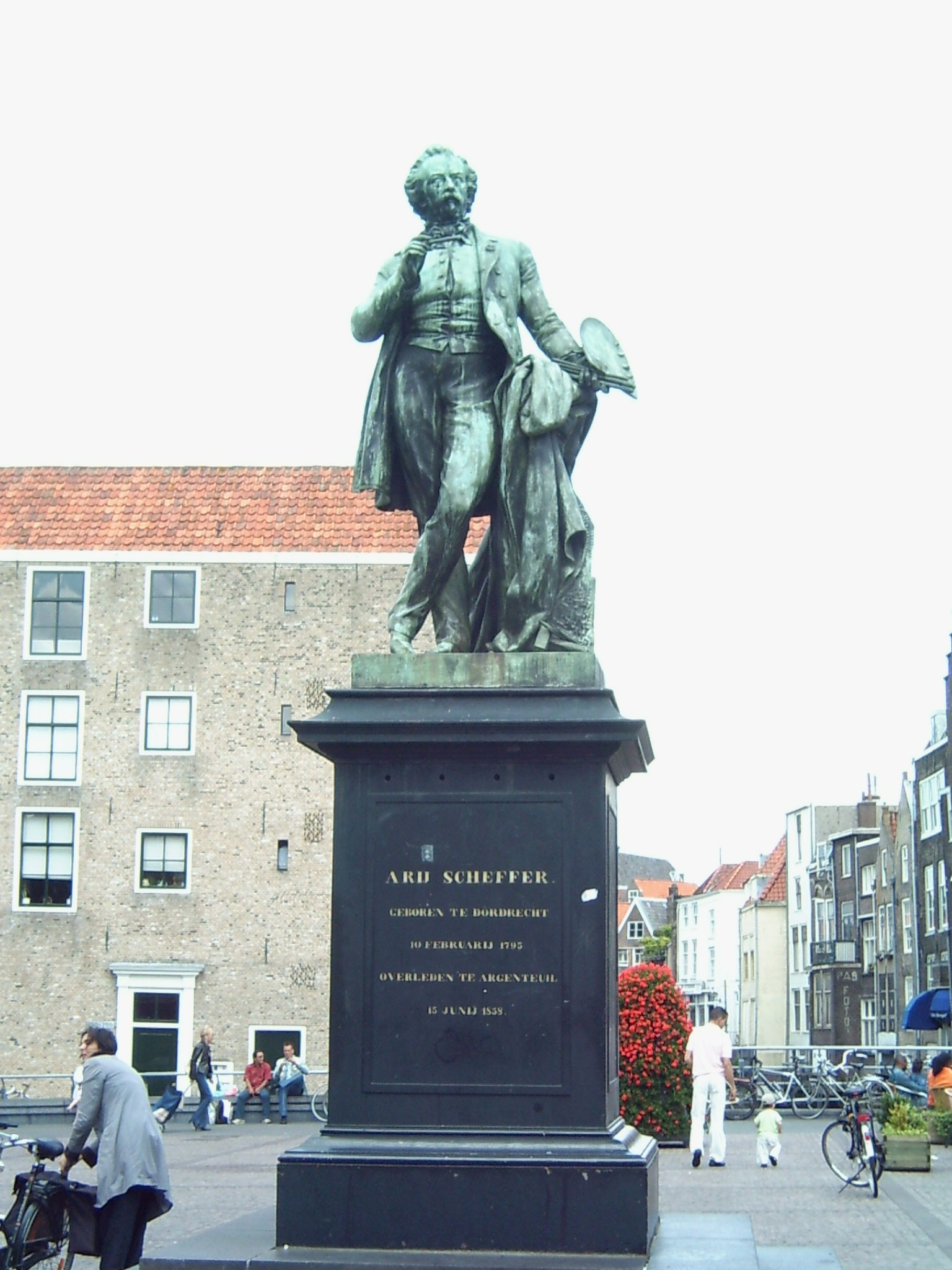
Joseph Mezzara und Cornélia Scheffer: Denkmal für Ary Scheffer, Scheffersplein in Dordrecht

Joseph Ernest Amédée Mezzara (geboren am 2. März 1820 in New York City; gestorben am 12. Juli 1901 in Paris) war ein französisch-US-amerikanischer Bildhauer.

## Leben und Werk
Joseph Mezzara entstammte einer Familie, aus der mehrere Künstler hervorgingen. Sein Vater Thomas François Gaspard Mezzara, auch Francis oder Francesco genannt (1774–1845), stammte ursprünglich aus Rom und arbeitete als Historienmaler. Seine Mutter Marie Angélique, geborene Foulon (1793–1868), war Französin und arbeitete als Miniatur- und Pastellmalerin. Die Eltern hatten sich in Paris kennengelernt und lebten seit 1819 in New York City, wo Joseph Mezzara 1920 zur Welt kam. Die Familie kehrte 1825 nach Frankreich zurück. In Évreux kam sein Bruder Pierre-Alexandre-Louis Mezzara, auch Pietro genannt (1825–1883), zur Welt, der später ebenfalls Bildhauer wurde und nach Kalifornien auswanderte. Seine Schwester Marie-Adèle Angiola Mezzara kam 1828 in Paris zur Welt, wo die Familie fortan lebte. Nach dem Tod des Vaters arbeitete seine Mutter weiterhin als Malerin. Sie stellte 1847 im Salon de Paris aus. Unter ihrer im Salon angegebenen Adresse 11 Quai Napoléon lebte zu dieser Zeit ebenfalls die auf Aquarellbilder spezialisierte Malerin Clémentine Mezzara, bei der es sich um eine weitere Schwester von Joseph Mezzara handeln könnte.
Seine Ausbildung erhielt Joseph Mezzara bei den Malern Jean-Pierre Granger und Ary Scheffer sowie bei dem Bildhauer Pierre Jean David d’Angers. Er stellte zwischen 1852 und 1875 wiederholt im Salon de Paris aus. Zu seinen bekannten Werken gehört die Marmorbüste des Schriftstellers Alfred de Musset in der Comédie-Française, die Marmorbüste des Politikers Pierre Lanfrey im Musée des Beaux-Arts de Chambéry und die Bronzebüste des Arztes Louis Charles Roche in der Bibliothèque de l’Académie nationale de médecine. Weiterhin schuf er das 1862 eingeweihte Bronzestandbild seines Lehrers Ary Scheffer in Dordrecht. Hieran arbeitete er gemeinsam mit Scheffers Tochter Cornélia.
Joseph Mezzara war seit 1856 mit Mathilda, geborene Leenhoff (1837–1922), verheiratet. Sie entstammte ebenfalls einer Künstlerfamilie. Ihr Vater Carolus Leenhoff war Kirchenmusiker, ihr Bruder Rudolph war Maler, ihr Bruder Ferdinand nahm bei Mezzara Unterricht und wurde Bildhauer, ihre Schwester Suzanne war eine Pianistin. Sie heiratete 1863 den Maler Édouard Manet, der dadurch Schwager von Joseph Mezzara wurde. Aus der Ehe von Joseph und Mathilda Mezzara gingen der 1856 geborene Sohn François und der 1858 geborene Sohn Charles hervor. Letzterer wurde später ebenfalls Maler. Joseph Mezzara starb 1901 in Paris.